# Dikter (bok av Heidenstam)
Dikter är en diktsamling av Verner von Heidenstam som gavs ut 1895. Den finns även tryckt i Den Svenska Lyriken: Verner von Heidenstams dikter, Stockholm 1954.
Den innehåller följande dikter:
- Tiveden
- Hemmet
- Barndomsvännerna
- Sommarnatten
- Kon Gulleborg
- Adjunktens midnattspredikan
- För mig finns ingen väg från hemmets dörr
- Sånger i kyrktornet
- Djävulens frestelse
- Den nioåriga freden
- Önskedagen
- Drottning Kristinas julnatt
- Myrstacken
- Gullebarns vaggsånger
- Den avundsvärde
- Decembersaga
- Minnenas gård
- Stjärnorna
- Önskan
- Vid brasan
- Vid kistan med familjereliker
- Vid pendylen
- Vi otacksamma
- Mannens sista ord till kvinnan
- Hur lätt bli människornas kinder heta
- Låt oss dö unga
- Pilgrimens julsång
- Tvillingbröderna
- Höstsång
- Barrikadsång
- Morgonen
- Malatestas morgonsång
- Dödens blommor
- Natten
- Jairi dotter
- Dårarnas dröm
- Pingstnatten
- Den sovande systern